# Socorro Gutiérrez
María del Socorro Gutiérrez Martínez  (nacida en Ciudad de México) es una conocida locutora  feminista, especialista en Literatura y Estudios Culturales, periodista, actriz, productora, guionista y musicalizadora, fue integrante del Grupo Autónomo de Mujeres Universitarias (GAMU)  y fundadora del Núcleo Feminista, de la misma organización, en la Facultad de Estudios Superiores Acatlán, de la Universidad Nacional Autónoma de México (UNAM). Logró impulsar grupos de estudios sobre la desigualdad social y económica de las mujeres. 
Inauguró la promoción del uso del condón, la prevención del virus de la inmunodeficiencia humana (VIH), por primera vez en la Radio privada cuando el tema era: tabú, y descorrió la cortina detrás del movimiento del 68, el discurso resultaba anti-establishment a finales de los años ochenta. El Síndrome de Inmunodeficiencia adquirida causaba medidas contra los derechos humanos en Costa Rica.
En los medios de comunicación integró el discurso feminista a sus actividades y contribuyó a la formación de mujeres líderes en el Programa Universitario de Estudios de Género (PUEG), actualmente Centro de Investigaciones y Estudios de Género (CIEG).

## Reseña biográfica

### Trayectoria y estudios
Hija de Jesús Gutiérrez Avendaño, contador de cuentos, artista y obrero, y de Manuela Martínez Ramírez, originaria del Pueblo Mágico de El Oro, México. El interés sobre las leyendas e historias urbanas la llevó a adentrarse en el Estudio de las Cartografías Culturales. La literatura oral y el interés por los medios de comunicación de la investigadora tiene su antecedente en los filandones mexicanos.
Pertenece a la última generación de estudiantes del Antiguo Colegio de San Ildefonso, Escuela Nacional Preparatoria. Ingresó a la Facultad de Estudios Superiores Acatlán (FES-Acatlán), en la carrera de Lengua y Literaturas Hispánicas. Superó el Examen Estatal de Radio y Televisión de la Secretaría de Educación Pública para obtener la licencia de locución. En España realizó el máster ELE (Máster Universitario de Enseñanza del Español como Lengua Extranjera) en la Universidad Internacional Menéndez Pelayo (UIMP). Obtuvo el título de Doctora en filosofía en el Instituto Latinoamericano de la Universidad Libre de Berlín (FU Berlín).

### Feminismo activo
El Grupo Autónomo de Mujeres Universitarias nació el 19 de febrero de 1979  con núcleos formados en cada Facultad de la UNAM, pronto surgirán numerosas integrantes feministas del GAMU en diferentes Estados de la República Mexicana. Socorro Gutiérrez asiste al Frente Nacional por la Liberación y Derechos de las Mujeres (FNALIDM), el GAMU participó como organismo consolidado en dicha reunión. 
En octubre de 1979 fundó el GAMU-FES Acatlán. El grupo fue constituido por estudiantes de diversas facultades; al primer llamado acudió un centenar de mujeres, analizaron la desigualdad femenina con el propósito de contar con argumentos teóricos ante el discurso nulificador sobre sus demandas. Como estudiantes propusieron un lenguaje analítico desde la economía, la sociología, la historia, pasando por la literatura, para debatir los argumentos en contra del feminismo y el derecho a la maternidad libre y voluntaria, derechos comprensibles en otras décadas, pero no en los ochenta. La teoría era fundamental. 
Se une al movimiento de mujeres marcando el feminismo universitario de los ochenta; el inicio de las dobles militancias, algunas integrantes del Grupo Autónomo de Mujeres Universitarias (GAMU) pertenecían a un partido político diferente,  otras a ninguno, la independencia de la organización fue prioridad para sus integrantes. Militó en el Partido Mexicano de los Trabajadores (PMT) con el ing. Heberto Castillo.

A la pregunta de la cintilla autorreflexiva, sin firma, de la Triple Jornada en 1999:
«¿Dónde quedó todo ese entusiasmo, toda esa energía y toda esa importante presencia que soñaba abarcarlo todo, cambiarlo todo? ¿Sueños de juventud que el realismo pragmático finisecular ha acotado e institucionalizado o posibilidad aún pendiente?»
Gutiérrez decide recuperar la historia y narrar la crónica de la memoria. El Grupo Autónomo de Mujeres Universitarias fue la agrupación más grande y exitosa de la década de los ochenta. El año de su fundación será para la periodista su fecha de nacimiento a partir de entonces y junto, con sus compañeras, fue militante de todo el sector universitario y bachillerato, su función fue apoyar los proyectos de las colegas en diferentes planos y latitudes de trabajo.
«Tras un largo proceso que involucró el esfuerzo y decisión de alumnas y académicas de la Facultad de Psicología, que tuvo como antecedente la organización del Grupo Autónomo de Mujeres Universitarias (GAMU), mismo que en 1979 analizaba su situación y que en principio tenían como objetivo generar una conciencia feminista, se crea el 9 de abril de 1992 el Programa Universitario de Estudios de Género (PUEG), en la Coordinación de Humanidades de la Universidad»
Socorro Gutiérrez ha comentado siempre, en todos los escenarios y conferencias: Mientras viva una Gamusa existirá GAMU.
Las llamadas Gamusas, catalogadas como la generación nacida en la época de la contracultura de la década de 1960, pertenecieron a diferentes universidades del país, Facultades, bachilleratos y colegios de educación media y superior, contribuyeron a sembrar las ideas del feminismo, tanto en el ámbito universitario, como en otros sectores de la sociedad, muchos de sus nombres apenas se recuerdan. La idea original de su fundación fue que las estudiantes, al graduarse, continuaran difundiendo y realizando acciones a favor de los derechos de las mujeres; creían que al convertirse en profesionistas podrían asesorar y acompañar a otras mujeres en la búsqueda de igualdad de derecho. A la división económica del trabajo se sumó los esfuerzos; algunas fundaron ONG’s, otras participaron en la creación de diversas organizaciones sociales. Socorro Gutiérrez esparció las ideas del feminismo en los medios de comunicación para lograr que la semilla floreciera.
El Grupo Autónomo de Mujeres Universitarias formó parte de la Segunda Ola del Movimiento Feminista Mexicano; fomentó el empoderamiento y la formación de liderazgos femeninos. El pequeño grupo inicial se amplió, la formación política era universitaria de alto nivel y de acuerdo a la carrera que estudiaban las participantes, el punto a discusión era la desigualdad de oportunidades en todas las áreas: su procedencia, sus consecuencias y la forma de revertirlo. La visión de las futuras profesionistas y sus formas de difusión del feminismo en sus trabajos, les hizo ser llamadas: la punta de lanza del movimiento feminista. No cupo la ironía, les exigieron ser las Super Girls: estudiar, militar, trabajar, titularse y defender las demandas de las mujeres. Si no lo lograban eran retrógradas, incongruentes o con falta de solidez.

La Nueva Ola, con la creación del GAMU, trajo otra forma y estilo de vida en el ámbito estudiantil y social. La periodista Aleyda Aguirre, a finales en la década de los noventa, retomaba las declaraciones de Esperanza Brito, directora de la revista FEM, en un artículo para hablar de los problemas sobre la violencia hacia las mujeres que no habían encontrado una solución.
«Socorro Gutiérrez, quien formara parte del GAMU, coincidió con las declaraciones de Brito y agregó que ‘las mujeres han caído en un 'inmediatismo' y no quieren organizarse’.»
Las diferentes vertientes del feminismo y la crisis de este ante el avance del conservadurismo la hace declarar, en los albores de fin de siglo, las palabras del artículo periodístico de Aguirre que cambiará con la aparición de nuevos grupos feministas al interior de diferentes universidades y en otros sectores. Diez años después escribió una crónica literaria retrospectiva sobre el GAMU en la revista Parteaguas: “Noche de lluvia”,texto lleno de nostalgia donde refleja el espíritu de la época.
«El Grupo Autónomo de Mujeres Universitarias es la hora del feminismo militante, universitario, callejero, rabioso, comprometido con todas las vanguardias. La punta de lanza del movimiento feminista en los ochenta. La vanguardia sin salario.»
La formación literaria de la periodista y locutora la impulsó a querer difundir la cultura a través de los medios de comunicación privados. Consideraba que los círculos culturales debían ampliarse al resto de la población joven aprovechando la música. La escritora y periodista Elena Poniatowska recupera la memoria de aquella época en una entrevista con Socorro Gutiérrez, en la que se aborda la relevancia que tuvo. 
«Todo este fenómeno de juventud llegó a los medios de comunicación, toda esta experiencia se vertió en los micrófonos e hizo avanzar no sólo el feminismo, sino la gran ola del rock, la poesía y el movimiento libertario de los derechos de la mujer que abrió el Núcleo Radio Mil de la época. Sin embargo, por increíble que parezca, los publicistas se negaron a anunciarse porque no creían en un proyecto de sólo mujeres y rock.»

### La radio conducida por mujeres
Los medios de comunicación fueron para la profesionista una forma de transmitir las ideas del feminismo. En 1989, después de una entrevista con Joaquín Joubert, se integró como Locutora a la XEPH Espacio 59, Núcleo Radio Mil, durante el Boom del Rock en tu Idioma, hasta poco después del cambio de programación y su transformación en: La Pantera. La emisora re-nació el 5 de julio de 1987 y el 1 de enero de 1990 la Radio 590 era un hecho, hasta que recuperó la nominación: Pantera el 1 de julio del mismo año.
«[...] la empresa contempla un nuevo estilo de formato, lo único entendible para las locutoras fue que sólo debían restringir su trabajo a anunciar canciones, sin mayor comentario o crédito. “Esto rompe totalmente con la dinámica que se había establecido de un tiempo a la fecha: el contenido fresco y juvenil con el audititorio”, opina Socorro Gutiérrez locutora profesional formada en la Radio Educación».
En el inicio de la década de los noventa se integró un Club de los Radioescuchas por el grado de importancia que tomó la Radio en la vida de la gente, desde sus inicios. Luis del Valle integrante del Club, como el resto del auditorio, deseaba participar en el proceso de expresión con libertad. En la misma emisora que Socorro Gutiérrez emitió brevemente: Juntos esta noche (poesía y rock), Verónica Ortiz condujo el programa: Palabras sin censura en Espacio 59. Fue una apuesta por la crítica y la libertad de expresión que se había dado en el Núcleo Radio; sin embargo, la ruta cambiaba se consideraba que se había dado demasiada “libertad” a las conductoras.
En el inicio de la última década del siglo XX la Radio era una forma de comunicación y de organización popular, vital, en América Latina. Radio Venceremos (1980) de El Salvador era una muestra de ello. En México, en el 11° aniversario de La voz de la Montaña (XEZV),  del Instituto Nacional Indigenista (INI) celebraba el haber cumplido los objetivos de comunicación abierta y las propuestas de educación bilingüe: náhuatl, tlapaletco y mixteco.  El esfuerzo era loable si se sabe que los aparatos radiofónicos existentes en el mercado no superaban la sintonización de 1605 kHz en AM. El 1 de julio de 1990 la región 2 hubiese podido ampliar a 1705 kHz la banda.
En la región se celebró el 8 de marzo de 1990 por primera vez el Día Internacional de la Mujer. Esa fue la primera vez que se conmemoró  La estación XEZV trasmitió: La Voz de las Mujeres.
El caso de las emisoras en la capital no era una situación aislada, aunque así lo pareciera. Fue el desarrollo de los espacios comunicativos y un anhelo de democratización de los medios.
Se abrían espacios radiales. El fenómeno incluyó las voces de los niños y niñas con Radio Rin, del Instituto Mexicano de la Radio, con el apoyo del Satélite Morelos. Rosa Martha Jasso, con la versión dramatizada para radio aseguraba que la radionovela debería ser parte de la programación. Radio Educación transmitía la realización de la obra de Ricardo Garibay: La casa que arde de noche.
El equipo de Espacio 59, estuvo conformado únicamente por mujeres en la conducción, tuvo frente al micrófono a: Socorro Gutiérrez, Dafne, Cristina Stivalet, Lucy Carbó, Marisol Fragoso, Ana María Mejía, Fernanda Tapia, Aída Luna y Lynn Fainchtein entre otras, fueron parte de la planilla de locutoras. Jesús Morán, Rubén Castañeda y Juan Valadez, operadores en cabina (live-on-air), asistieron técnicamente a las comunicólogas. Gutiérrez, a través de la emisora promovió la cultura, y dio a conocer el trabajo de la emisora en lugares a los que la radio privada no había llegado; los organismos culturales como: el Instituto Nacional de Bellas Artes, Difusión Cultural de la UNAM, Editoriales, y pretendía obsequiar condones a los radioescuchas.
En el boom del rock en tu idioma el canal de difusión más importante fue sin duda: Espacio 59, a ellos y ellas se debe gran parte de la historia del rock en español.

El apoyo a los jóvenes y a la música, que había nacido ya en las estaciones de radiofónicas donde se desempeñó Gutiérrez, como locutora; por ejemplo, en Radio Educación (XEEP)  y tuvo un compromiso con las demás. 
«La primera vez que tuve contacto con” Las Flores de Metal” fue en Radio Educación (…). Llegaron corriendo a la entrevista y después de chalar un rato para que el público las conociera, programaron una cinta con varias piezas; craso error, porque la grabación era de lo más casero que se podía imaginar. El sonido fue desastroso; no podías creer que un buen grupo de entusiastas y prendidísimas chavas, que en sus presentaciones acaparaban de inmediato la atención e incitaban a bailar con ellas, tuvieran una grabación tan espantosa. Tuvimos, quienes participábamos en la programación en vivo, el impulso de no pasar la música, sólo la entrevista, pero se impuso ese mal entendido sentimiento de solidaridad con los grupos y músicos independientes mexicanos. Al final, no faltó quien les brindara su apoyo para poder mejorar la calidad sonora en los estudios de grabación de la emisora -la actitud siempre loable de los trabajadores de Radio Educación.»
En el Instituto Mexicano de la Radio (IMER), conduce y acompaña al maestro Juan S. Garrido en sus cápsulas musicales y condujo el segmento Bibliofilía en el (IMER) con el cual se difundieron las obras literarias de México. En Radio 13, XEDA, produce y conduce Sexo-Sentido, revista cultural radiofónica. En sus actividades creó el primer programa: Juntos esta noche en la Emisora XEGEM-AM Radio Mexiquense. Sus inicios paralelos en la Radiodifusión fueron como locutora de cabina al aire en XHGEM-TV, Televisión Mexiquense y en Radio Educación.
Contribuyó a resaltar los temas sobre: Derechos Humanos, la situación de las mujeres, y los pueblos indígenas en la serie radial: Población y Desarrollo para la Sección Latinoamericana de Radio Naciones Unidas (ONU), sede Nueva York, con guiones e investigación, por ese motivo visitó diversos países de América Latina. Las series grabadas en la sede la ONU, en los idiomas oficiales de la institución: árabe, chino, español, francés, inglés y ruso, son distribuidas y transmitidas a múltiples estaciones de radio en todo el mundo.

### Actividades en Diarios
En 1989 inicia sus colaboraciones en la sección cultural del periódico mexicano La Jornada,  en la sección Cultural, durante la Jefatura de Arturo García Hernández. Y en Entremes, periódico cultural de corta vida. Las figuras de Madonna o la reina del Punk tenía la huella de la crítica feminista.
«Nina Hagen es más que un escándalo viviente, una puta punk o una mística loca, amante de los ovnis; es un ser preocupado por la ecología, por el trato injusto a los animales, desesperada por la estulticia humana provocadora de guerras y conflictos.»
En el periodismo escrito tuvo colaboraciones solitarias para el periódico El Día, El Sol de México, con la escritora Yolanda Sierra -autora del libro Guía de fantasmas de la Ciudad de México- y la revista Activa con una entrevista en la sección Mujeres Activas a la psicóloga Mtra. Lorenia Parada-Ampudia, Co-fundadora del Programa Universitario de Estudios de Género en 1992.

### Actividades educativas y de investigación
El interés por las expresiones musicales de los estudiantes de la Zhejiang International Studies University le hace combinar la investigación y la vida universitaria, en Hangzhou, China, con algún servicio a la comunidad. En 2018 participa como voluntaria: alemán para niños en la Foreign Language Primary School. Y como contadora voluntaria de cuentos en Kindergarten. Narrar historias es importante para la vida y sus investigaciones culturales; así como la enseñanza del castellano, labor que desarrolló en la Universidad de Potsdam. La académica fue profesora en la Universidad de Nankín.
En 2017 se celebró el Primer Festival Cultural Internacional de la Universidad de Estudios Internacionales de Zhejiang. La académica apoyó a los estudiantes de Guinea Ecuatorial. En el mismo año festeja a la estudiante china que interpretó Fight Song de Rachel Platten mezclando un fraseo rap con la canción en inglés y en un perfecto performance. La Universidad fomenta los lazos entre las naciones con elementos culturales entre los países al dar a conocer diversas actividades musicales y artesanales. El interés por el trabajo manual tradicional le hace conocer otros colegios y Artesanías en Shandong en el 2014, ha sumado la experiencia en sus escritos sobre cartografías culturales. El mismo año fue invitada del Instituto Confucio, Barcelona, al natalicio de Confucio, en la provincia de Shandong Quzhou, con el primogénito de la larga lista generacional: el Sr. Confucio. Las inquietudes académicas de investigación son la observación de los elementos básicos de comunicación con el chino mandarín, la cortesía y la etiqueta cultural de los sinólogos, y la enseñanza del castellano en Asia.
Para aprender del Otro Gutiérrez visita ciudades como Wuzhen. Hangzhou, en la Provincia de Zhejiang, la ciudad que pretendía abolir el dinero y usar sólo: tarjeta electrónica ha tenido las puertas abiertas; las ofertas del Oriente atraen una gran cantidad de jóvenes. La música, los negocios o las cartografías culturales forman el vínculo con los estudiantes en su labor académica en diversas universidades; la Universidad de Hankuk de Estudios Extranjeros en Seúl, fue una de ellas. La investigadora mantiene sus actividades con la mirada puesta en los derechos de las mujeres.

### Conferencias
Socorro Gutiérrez ha tenido diversos escenarios para la formación de líderes. La académica imparte cursos sobre cortesía y la etiqueta en los negocios en la Universidad de Estudios Internacionales de Zhejiang, explora en cartografías diversas; por ejemplo, sobre Cristina Fernández Cubas en la Universidad Autónoma de Barcelona, España, y en el VII Congreso Internacional de Narrativa Fantástica, del Centro de Estudios Literarios Antonio Cornejo Polar (CELACP) en Perú, para analizar no sólo la obra literaria, el sexismo que se ejerce en las relaciones humanas, sino también las posibilidades de impulsar una nueva dinámica entre los géneros. La atención en sus conferencias se dirige a los jóvenes: hombres y mujeres, sobre la importancia cultural de la memoria. Con ese objetivo participó en el homenaje a Luis Mateo Díez y José María Merino en la  Universidad de Alcalá y Saint Louis University. El tema: memoria colectiva en Clara Sánchez, Universidad de Castila-La Mancha, y la cartografía cultural de Alicia Kozameh, la Universidad Autónoma de Madrid y Saint Louis University, España, son su constante inclinación.

### Obras de teatro
La historia se había escrito anteriormente en el Instituto de Arte Escénico con Miguel Córcega, en la calle de Bucareli, en el periodo preuniversitario y en Las Troyanas de Eurípides bajo la dirección de Pablo Salinas donde funge como actriz. Surge ahí la inquietud por la voz humana. Y el interés por los cursos del Laboratorio de la voz. Los estudios en dramaturgia realizados en México con el actor y director de fotografía: René Pereyra, alumno directo de Lee Strasberg, en el Foro de los Actores del Método la lleva a continuar en su afán de comunicación con jóvenes y niños y decide cursar Dirección de Teatro Pedagógico en Das Sozialpädagogische Institut Berlín. Con ALLES WUNDERLAND de Lewis Caroll's Alice in Wonderland, en el Theater Aufbau Kreuzberg, realiza una investigación musical y participa en la actuación como parte de su formación sobre el teatro pedagógico.

## Reconocimientos
El apoyo a la formación de mujeres líderes (Workshop) y la ampliación de participación hombre y mujeres jóvenes le ha proporcionado el agradecimiento de generaciones de estudiantes; el manejo de la escena, la seguridad para expresarse en diversos foros o negocios le ha valido el reconocimiento de universidades periféricas, como la Universidad Tecnológica de Nezahualcóyotl en 1999, o internacionales como la Universidad de Nankín en 2014. 

## Cronología de publicaciones
| Año  | Título | Lugar                  | Editorial | ISBN / ISSN / DOI                                        | Género                                               |
| 2022 | La puesta en escena en el aula de enseñanza del español como lengua extranjera (ELE)                                                  | México                 | Magazine DECIRES, Vol. 22, núm. 27, enero de 2022, Universidad Autónoma de México, pp. 7-28.                                                                     | ISSN 1405-9134 DOI10.22201/cepe.14059134e.2021.22.27.317 | Ensayo                                               |
| 2021 | Journeys between the realities of the unusual in: Cristina Fernández Cubas                                                            | Séul, Corea del Sur    | Magazine Estudios Hispánicos, núm. 100, pp. 243-267. | ISSN 1738-2130 DOI10.21811/EH.100.247                    | Ensayo                                               |
| 2020 | La recepción en China: Como agua para chocolate (la novela, la película).                                                             | México                 | En S. M. Sánchez, (coord.), Miradas Interdiscipinarias de Cine y Literatura, Editorial Fontamara, pp. 159-177.                                                   | ISBN 9786077366485                                       | Ensayo                                               |
| 2010 | Entre la historia y la ficción: nacionalsocialismo en España.Memoria colectiva de la infamia: Lo que esconde tu nombre, Clara Sánchez | Séul, Corea del Sur    | Magazine Estudios Hispánicos, Vol. 12-2, núm. 57, pp. 315-327 | ISSN 1229-9111 01                                        | Ensayo                                               |
| 2009 | Noche de lluvia | Aguascalientes, México | En: revista Parteaguas, año 4, núm. 15, Instituto Cultural de Aguascalientes, pp. 42- 44.                                                                        | 950-895-188-5                                            | Crónica del movimiento feminista en los años ochenta |
| 2009 | Transfiguración cartográfica de la memoria en Alicia Kozameh                                                                          | Madrid, España         | En A. Encinas y C. Valcárcel (Eds.). Escritoras y compromiso. Literatura española hispanoamericana de los siglos XX y XXI , Editorial Visor Libros, pp. 937-949. | ISBN 978-84-9895-111-0                                   | Ensayo                                               |
| 2005 | Más de lo personal político: Panorama a la distancia                                                                                  | Argentina              | En M. L. Femenias (comp), Perfiles del feminismo Iberoamericano, Catálogos S.R., pp. 69-82.                                                                      | ISBN 950-895-188-5                                       | Crónica-entrevista                                   |
| 2003 | Entrevista con Friedrich Katz | Goiás, Brasil          | Magazine Estudos Humanidades of the Catholic University of Goiás, Vol. 30, núm. 11, pp. 2465-2470.                                                               | ISSN 0103-0876                                           | Entrevista                                           |
| 2003 | Amor es... cuando todos haces huelga [Liebe ist... wenn alle streiken (alemán)]                                                       | Goiás, Brasil          | Magazine Estudos Humanidades of the Catholic University of Goiás, Vol. 30, núm. 11, pp. 2551-2558                                                                | ISSN 0103-0876                                           | Artículo                                             |